# Dalma Garden Mall
Le Dalma Garden Mall (en arménien : Դալմա Գարդեն Մոլ), est un centre commercial situé à proximité du stade Hrazdan et de la colline Tsitsernakaberd à Erevan en Arménie. Premier du genre dans le pays, sa construction est décidée en 2009 et son ouverture est effective en octobre 2012.